# 新皮索奇納
49°6′3″N 26°38′40″E / 49.10083°N 26.64444°E
新皮索奇納（烏克蘭語：Нова Пісочна）是位於烏克蘭西部的村莊，由赫梅利尼茨基州裡赫梅利尼茨基區的霍羅多克市鎮負責管轄。該村始建於1693年，面積0.15平方公里，海拔高度270米，2001年人口313，人口密度每平方公里2,087人。